# Puchar Świata w narciarstwie alpejskim mężczyzn 1981/1982
Puchar Świata w narciarstwie alpejskim mężczyzn sezon 1981/1982 to 16 edycja tej imprezy. Cykl ten rozpoczął się we francuskim Val d’Isère 6 grudnia 1981 roku, a zakończył 26 marca 1982 roku we francuskim Montgenèvre.

## Podium zawodów

### indywidualnie
| Lp                                                                | Data             | Miejsce                | Konkurencja | Zwycięzca         | 2. miejsce        | 3. miejsce                  |
| 1.                                                                | 6 grudnia 1981   | Val d’Isère            | zjazd       | Franz Klammer     | Peter Müller      | Toni Bürgler                |
| 2.                                                                | 8 grudnia 1981   | Aprica                 | gigant      | Joël Gaspoz       | Phil Mahre        | Ingemar Stenmark            |
| 3.                                                                | 8 grudnia 1981   | Aprica                 | kombinacja  | Phil Mahre        | Andreas Wenzel    | Leonhard Stock              |
| 4.                                                                | 9 grudnia 1981   | Madonna di Campiglio   | slalom      | Phil Mahre        | Ingemar Stenmark  | Paolo De Chiesa             |
| 5.                                                                | 13 grudnia 1981  | Val Gardena            | zjazd       | Erwin Resch       | Konrad Bartelski  | Leonhard Stock              |
| 6.                                                                | 13 grudnia 1981  | Val Gardena            | kombinacja  | Phil Mahre        | Andreas Wenzel    | Even Hole                   |
| 7.                                                                | 14 grudnia 1981  | Cortina d’Ampezzo      | slalom      | Steve Mahre       | Phil Mahre        | Ingemar Stenmark            |
| 8.                                                                | 15 grudnia 1981  | Cortina d’Ampezzo      | gigant      | Boris Strel       | Phil Mahre        | Max Julen                   |
| 9.                                                                | 21 grudnia 1981  | Crans-Montana          | zjazd       | Steve Podborski   | Peter Müller      | Ken Read                    |
| 10.                                                               | 9 stycznia 1982  | Morzine                | gigant      | Ingemar Stenmark  | Phil Mahre        | Marc Girardelli             |
| 11.                                                               | 12 stycznia 1982 | Bad Wiessee            | slalom      | Ingemar Stenmark  | Franz Gruber      | Phil Mahre                  |
| 12.                                                               | 15 stycznia 1982 | Kitzbühel              | zjazd       | Harti Weirather   | Steve Podborski   | Ken Read                    |
| 13.                                                               | 15 stycznia 1982 | Kitzbühel              | kombinacja  | Phil Mahre        | Andreas Wenzel    | Peter Roth                  |
| 14.                                                               | 16 stycznia 1982 | Kitzbühel              | zjazd       | Steve Podborski   | Franz Klammer     | Ken Read                    |
| 15.                                                               | 17 stycznia 1982 | Kitzbühel              | slalom      | Ingemar Stenmark  | Phil Mahre        | Paolo De Chiesa Steve Mahre |
| 16.                                                               | 19 stycznia 1982 | Adelboden              | gigant      | Ingemar Stenmark  | Phil Mahre        | Max Julen                   |
| 17.                                                               | 24 stycznia 1982 | Wengen                 | zjazd       | Harti Weirather   | Erwin Resch       | Peter Wirnsberger           |
| 18.                                                               | 24 stycznia 1982 | Wengen                 | slalom      | Phil Mahre        | Ingemar Stenmark  | Paul Frommelt               |
| 19.                                                               | 24 stycznia 1982 | Wengen                 | kombinacja  | Pirmin Zurbriggen | Ivan Pacák        | Thomas Kementar             |
| 27. Mistrzostwa Świata w Narciarstwie Alpejskim 1982 – Schladming |                  |                        |             |                   |                   |                             |
| 20.                                                               | 9 lutego 1982    | Kirchberg              | gigant      | Ingemar Stenmark  | Phil Mahre        | Marc Girardelli             |
| 21.                                                               | 13 lutego 1982   | Garmisch-Partenkirchen | zjazd       | Steve Podborski   | Conradin Cathomen | Harti Weirather             |
| 22.                                                               | 13 lutego 1982   | Garmisch-Partenkirchen | slalom      | Steve Mahre       | Phil Mahre        | Paolo De Chiesa             |
| 23.                                                               | 14 lutego 1982   | Garmisch-Partenkirchen | kombinacja  | Steve Mahre       | Michel Vion       | Peter Lüscher               |
| 24.                                                               | 27 lutego 1982   | Whistler               | zjazd       | Peter Müller      | Steve Podborski   | Dave Irwin                  |
| 25.                                                               | 5 marca 1982     | Aspen                  | zjazd       | Peter Müller      | Harti Weirather   | Conradin Cathomen           |
| 26.                                                               | 6 marca 1982     | Aspen                  | zjazd       | Peter Müller      | Todd Brooker      | Helmut Höflehner            |
| 27.                                                               | 13 marca 1982    | Jasná                  | gigant      | Steve Mahre       | Hans Enn          | Phil Mahre                  |
| 28.                                                               | 14 marca 1982    | Jasná                  | slalom      | Phil Mahre        | Ingemar Stenmark  | Steve Mahre Anton Steiner   |
| 29.                                                               | 17 marca 1982    | Bad Kleinkirchheim     | gigant      | Steve Mahre       | Phil Mahre        | Pirmin Zurbriggen           |
| 30.                                                               | 19 marca 1982    | Kranjska Gora          | gigant      | Phil Mahre        | Hans Enn          | Marc Girardelli             |
| 31.                                                               | 20 marca 1982    | Kranjska Gora          | slalom      | Bojan Križaj      | Ingemar Stenmark  | Franz Gruber                |
| 32.                                                               | 24 marca 1982    | San Sicario            | gigant      | Pirmin Zurbriggen | Marc Girardelli   | Phil Mahre                  |
| 33.                                                               | 26 marca 1982    | Montgenèvre            | slalom      | Phil Mahre        | Ingemar Stenmark  | Joël Gaspoz                 |

## Końcowa klasyfikacja generalna
| Miejsce | Zawodnik         | Punkty |
| ------- | ---------------- | ------ |
| 1.      | Phil Mahre       | 309    |
| 2.      | Ingemar Stenmark | 211    |
| 3.      | Steve Mahre      | 183    |
| 4.      | Peter Müller     | 132    |
| 5.      | Andreas Wenzel   | 129    |
| 6.      | Marc Girardelli  | 121    |
| 7.      | Joël Gaspoz      | 119    |
| 8.      | Steve Podborski  | 115    |
| 9.      | Bojan Križaj     | 108    |
| 10.     | Harti Weirather  | 97     |

### Zjazd (po 10 z 10 konkurencji)
| Miejsce | Zawodnik        | Punkty |
| ------- | --------------- | ------ |
| 1.      | Peter Müller    | 115    |
| 1.      | Steve Podborski | 115    |
| 3.      | Harti Weirather | 97     |
| 4.      | Erwin Resch     | 76     |
| 5.      | Franz Klammer   | 71     |

### Slalom gigant (po 9 z 9 konkurencji)
| Miejsce | Zawodnik         | Punkty |
| ------- | ---------------- | ------ |
| 1.      | Phil Mahre       | 105    |
| 2.      | Ingemar Stenmark | 101    |
| 3.      | Marc Girardelli  | 77     |
| 4.      | Hans Enn         | 75     |
| 5.      | Joël Gaspoz      | 70     |

### Slalom (po 10 z 10 konkurencji)
| Miejsce | Zawodnik         | Punkty |
| ------- | ---------------- | ------ |
| 1.      | Phil Mahre       | 120    |
| 2.      | Ingemar Stenmark | 110    |
| 3.      | Steve Mahre      | 92     |
| 4.      | Paolo De Chiesa  | 68     |
| 5.      | Franz Gruber     | 66     |

### Kombinacja (po 4 z 4 konkurencji)
| Miejsce | Zawodnik               | Punkty |
| ------- | ---------------------- | ------ |
| 1.      | Phil Mahre             | 75     |
| 2.      | Andreas Wenzel         | 60     |
| 3.      | Even Hole              | 42     |
| 4.      | Hubertus von Hohenlohe | 38     |
| 5.      | Klaus Gattermann       | 28     |
| 5.      | Michel Vion            | 28     |

### Drużynowo
| Miejsce | Kraj              | Punkty |
| ------- | ----------------- | ------ |
| 1.      | Austria           | 884    |
| 2.      | Szwajcaria        | 805    |
| 3.      | Stany Zjednoczone | 502    |
| 4.      | Szwecja           | 298    |
| 5.      | Włochy            | 271    |